# Chapelle Sainte-Eugénie de Nîmes
Pour les articles homonymes, voir chapelle Sainte-Eugénie.
La chapelle Sainte-Eugénie est une chapelle catholique de la ville de Nîmes, dans le département du Gard et la région Languedoc-Roussillon. Elle est inscrite monument historique depuis 2009.

## Historique
Bien que nous ne connaissions pas la date de construction précise de l'église, un cartulaire du chapitre cathédral de Nîmes datant de 956 mentionne déjà son existence. Il nous permet ainsi d'affirmer qu'il s'agit de la plus vieille église nîmoise encore en activité.
La chapelle est desservie par la paroisse cathédrale pour la forme ordinaire et par l'Institut du Christ-Roi Souverain Prêtre qui célèbre la liturgie dans la forme extraordinaire conforme au motu proprio Summorum Pontificum du 7 juillet 2007 du pape Benoît XVI.

## Architecture
De son origine médiévale cette petite église a conservé une nef romane possédant une voûte en berceau assez basse supportée par des arcs doubleaux. Un cordon très simple court le long des murs, offrant une apparence des plus dépouillées voire « archaïque » à cette partie de l'église qui peut remonter aux Xe et XIe siècles. Quatre dalles funéraires des XIIe et XVIIe siècles sont présentes encore sur le sol. Le chœur a été restauré en 1654 avec une élégante voûte sur croisée d'ogives ornée de liernes et de tiercerons. La façade occidentale a été refaite en ciment moulé à la fin du XIXe siècle dans un style néo-roman, après que l'église fut rendue au culte à partir de 1877. De cette période date l'ensemble décoratif en bois sculpté du chœur de style néogothique, classé monument historique au titre objet depuis le 29 septembre 1970.

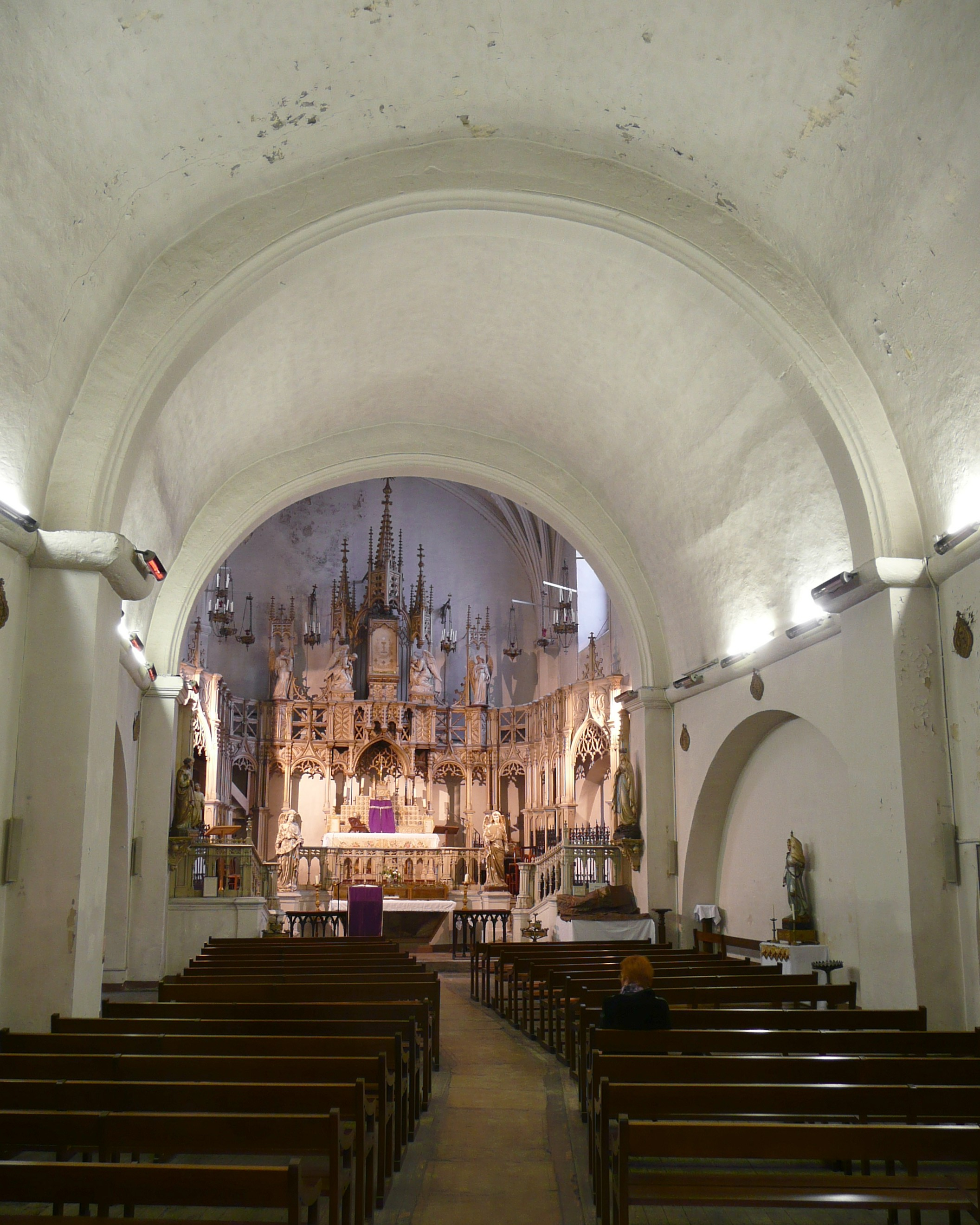
Nef romane et chœur du XVIIe siècle.
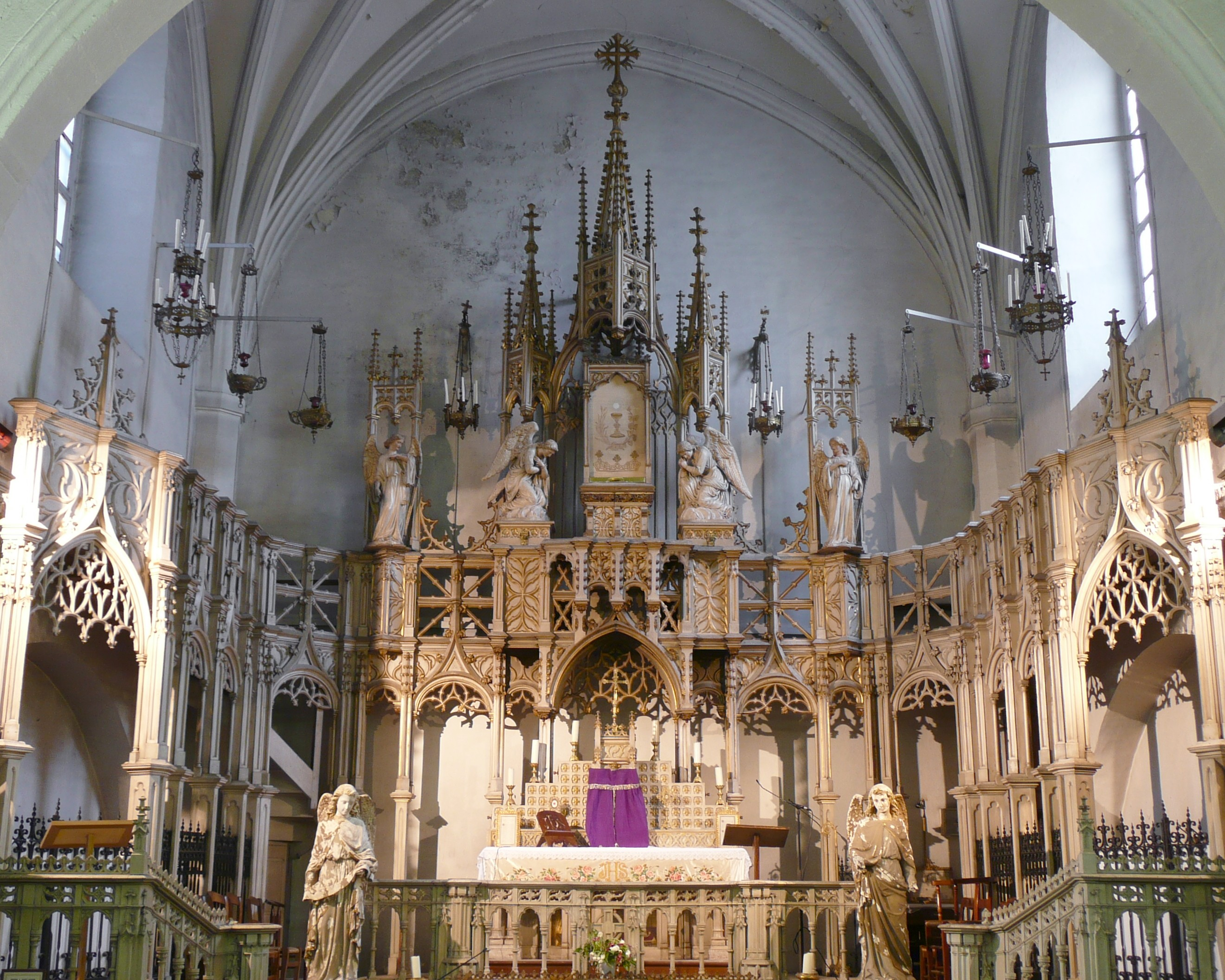
Retable, autel, baldaquin.
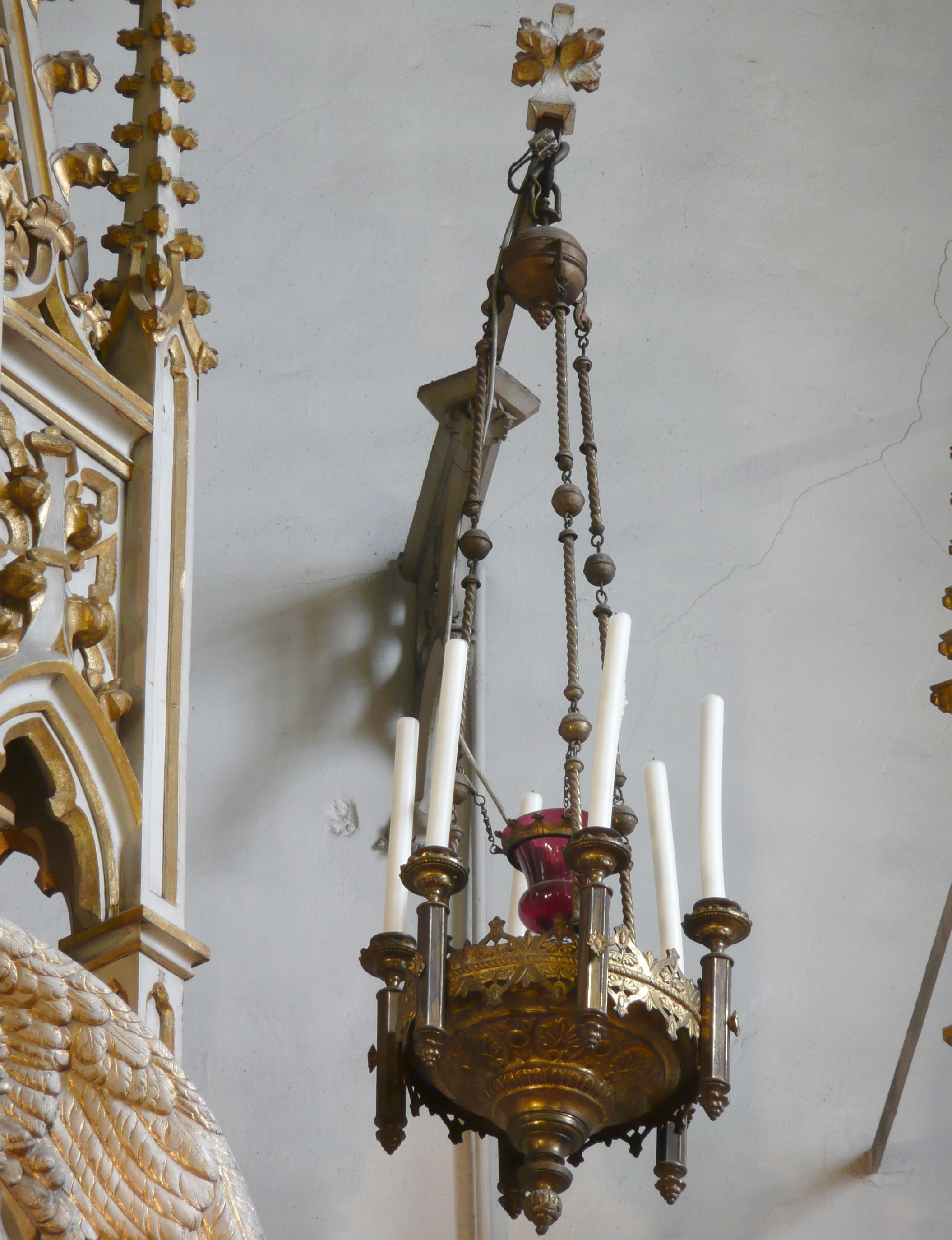
Luminaire de sanctuaire.
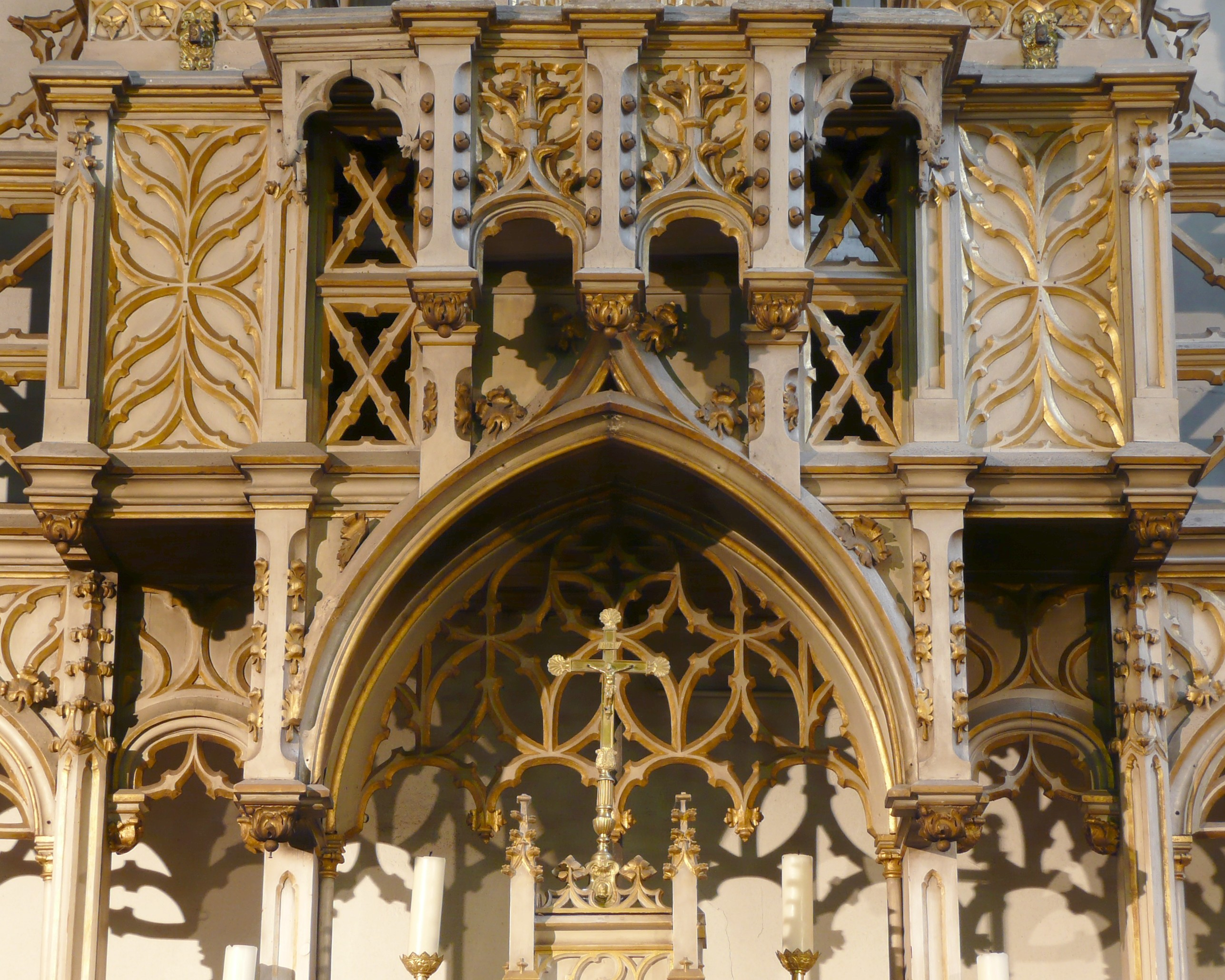
Baldaquin.
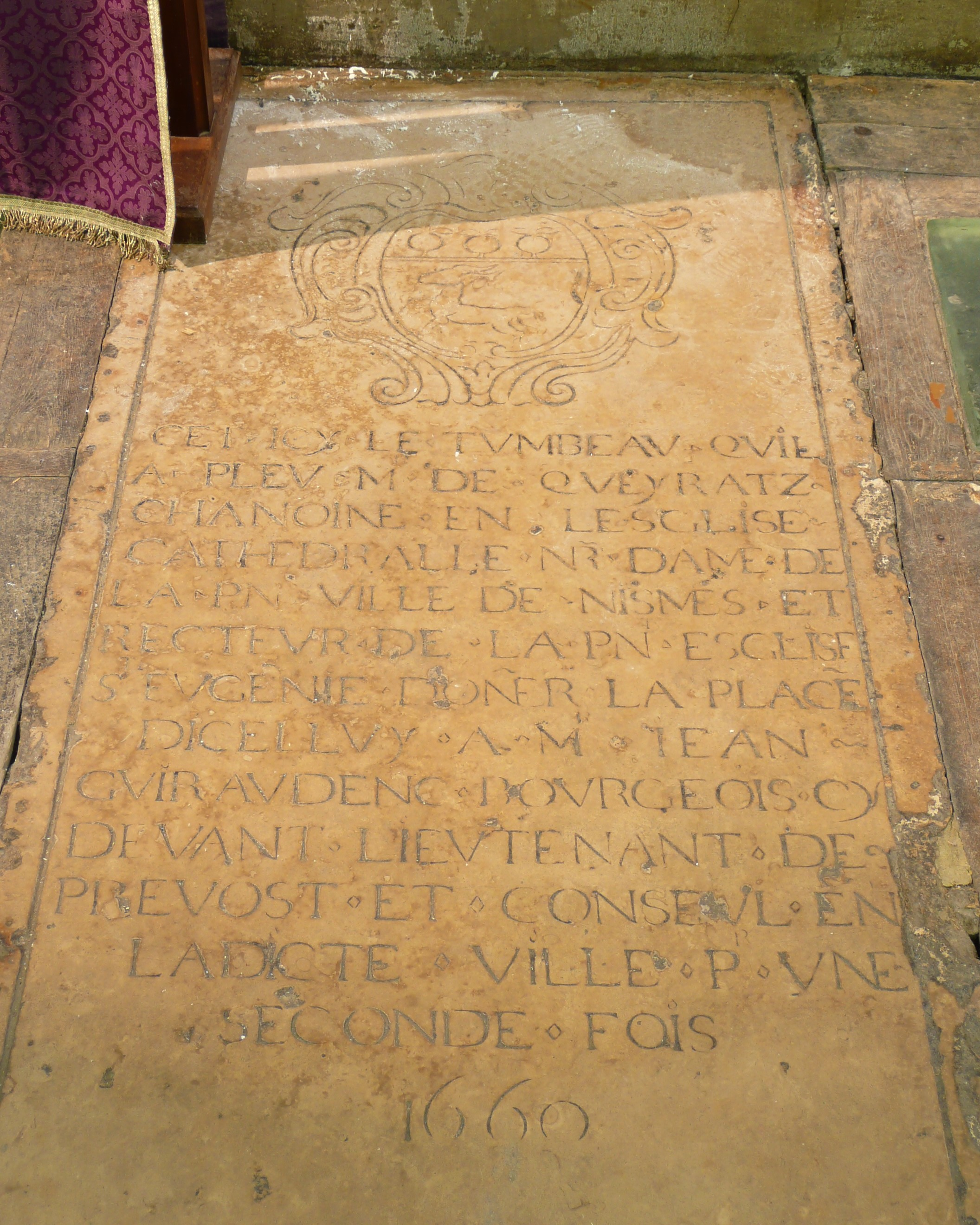
Dalle funéraire de 1660.